# Abitur in Schleswig-Holstein
Das Abitur in Schleswig-Holstein bescheinigt die Allgemeine Hochschulreife am Ende der gymnasialen Oberstufe und nach der Abiturprüfung. Im Schuljahr 2019/2020 kehrte das Land zum Abitur nach der dreizehnten Jahrgangsstufe (G9) zurück. Die Gymnasien können nur noch das Abitur nach der zwölften Jahrgangsstufe (G8) anbieten, wenn eine Dreiviertelmehrheit der Schulkonferenz dafür stimmt, was 2019 nur vier Gymnasien taten.

## Die Profiloberstufe
Die gymnasiale Oberstufe mit Kurswahlsystem (Reformierte Oberstufe seit 1972) wurde zum Schuljahr 2008/09 durch die sogenannte Profiloberstufe ersetzt. Das gilt für „Gymnasien und Gemeinschaftsschulen mit gymnasialer Oberstufe in Schleswig-Holstein“. Die Profiloberstufe beginnt am Gymnasium ab der 10. bzw. in Gemeinschaftsschulen ab der 11. Jahrgangsstufe. Eine einjährige Einführungsphase mit Wahl eines Profils steht am Anfang, an die sich die zweijährige Qualifikationsphase anschließt. Dabei kann aus fünf Profilen (MINT-Fächer, sprachlich, gesellschaftswissenschaftlich, ästhetisch, sportlich) gewählt werden. Die Kernfächer und das Profil gebende Fach werden auf erhöhtem Anforderungsniveau in vier Wochenstunden unterrichtet. Die Fremdsprachen, Naturwissenschaften und Informatik werden auf grundlegendem Anforderungsniveau in drei Wochenstunden unterrichtet (außer eine neu beginnende Fremdsprache wird vierstündig unterrichtet). Alle anderen Fächer werden auf grundlegendem Niveau in zwei Wochenstunden unterrichtet. Die Abiturprüfung folgt zum Abschluss der Qualifikationsphase.
Für eine „breitere Allgemeinbildung“ macht die Kultusministerkonferenz die Belegung sogenannter Kernfächer verpflichtend: Deutsch, Mathematik und eine Fremdsprache. Hinzu kommen ein Jahr Geschichte, ferner Religion/Ersatzfach und Sport.

## Abiturprüfung und bundeseinheitliches Abitur
Der Schüler hat die Wahl, ob er neben den drei schriftlichen eine oder zwei mündliche Prüfungen bzw. davon eine als Präsentation durchführen will. Die schriftlichen Prüfungen erfolgen in zwei Kernfächern und dem Profilfach auf erhöhtem Niveau (entspricht dem Leistungskurs in den Einheitlichen Prüfungsanforderungen).
In der schriftlichen Abiturprüfung an den Gymnasien und Gemeinschaftsschulen in Schleswig-Holstein werden für Deutsch, Englisch, Französisch, Spanisch, Russisch, Dänisch, Latein und Mathematik landesweit zentrale Aufgaben gestellt. Die schriftlichen Prüfungen in den Natur- und Gesellschaftswissenschaften werden dezentral erstellt.
Bereits seit 2014 setzen die Länder Bayern, Hamburg, Mecklenburg-Vorpommern, Niedersachsen, Sachsen und Schleswig-Holstein gemeinsame Aufgaben bzw. Aufgabenteile in ihren ländereigenen Abiturprüfungen der Fächer Deutsch, Englisch und Mathematik ein. Experten aus allen Ländern erarbeiten gemeinsame Aufgaben/Aufgabenteile für die Fächer Deutsch, Englisch und Mathematik. Für die Naturwissenschaften ist dies in Vorbereitung.
Die Aufgaben werden zentral per E-Mail im geschützten Landesnetz zur Verfügung gestellt und von den Schulen selbständig am Vortag ausgedruckt.

## Ergebnisse
Kumulierte Landesergebnisse der letzten Jahre werden seit 2009 auf der Homepage des Bildungsportals Schleswig-Holstein veröffentlicht.